# Gymniško srečanje
Gymniška srečanja (angleško Gymnich meeting) so neformalna srečanja zunanjih ministrov držav članic Evropske unije, ki so organizirana vsakih šest mesecev v skladu z rotacijskim predsedovanjem Svetu Evropske unije od leta 1974. Ministra ne spremljata pomočnika, kar omogoča lažje neformalno in odkrito izmenjavo mnenj. Ta vrsta srečanja je dobila ime po prvem tovrstnem dogodku, ki je bil organiziran v Schloss Gymnich v Erftstadtu, Severno Porenje-Vestfalija, Nemčija.